# La Targea
La Targea är en ort i Mexiko.   Den ligger i kommunen Xilitla och delstaten San Luis Potosí, i den centrala delen av landet, 210 km norr om huvudstaden Mexico City. La Targea ligger 970 meter över havet och antalet invånare är 158.
Terrängen runt La Targea är bergig åt sydväst, men åt nordost är den kuperad. Terrängen runt La Targea sluttar österut. Runt La Targea är det ganska tätbefolkat, med 96 invånare per kvadratkilometer. Närmaste större samhälle är Villa Terrazas, 17,8 km nordost om La Targea. I omgivningarna runt La Targea växer i huvudsak städsegrön lövskog.